# Oldřich Černík
Oldřich Černík (Ostrava, 27 de octubre de 1921-Praga, 19 de octubre de 1994) fue un político checoslovaco que ejerció como Primer ministro de Checoslovaquia del 8 de abril de 1968 al 28 de enero de 1970.

## Biografía
Nació el 27 de octubre de 1921 en Ostrava, siendo hijo de una familia de mineros. En 1945 ingresó en el Partido Comunista de Checoslovaquia (KSČ por sus siglas en checo y eslovaco) en el cual comenzó a ascender convirtiéndose en miembro del Comité Central de dicho partido. El 8 de abril de 1968 tomó posesión del cargo de Primer ministro desde el cual fue uno de los artífices de las reformas democratizadoras de la Primavera de Praga en ese mismo año.
En agosto de 1968, como consecuencia de la invasión del país por el Pacto de Varsovia, fue forzado a viajar a la Unión Soviética junto con otros políticos, donde firmaría el Protocolo de Moscú, y cuando regresó pidió al pueblo checoslovaco a cooperar con la URSS, pero prometió continuar las reformas. Después de que el secretario general del partido Alexander Dubcek fue reemplazado por Gustáv Husák en 1969, Černík públicamente se distanció de su anterior apoyo a las reformas, aunque esto no evitó que fuera forzado a renunciar a su cargo de Primer ministro en 1970. Posteriormente fue expulsado del partido. Apoyó la Revolución de Terciopelo que causó la caída del régimen comunista en 1989 e hizo intentos de volver a la política a inicios de la década de 1990. Murió en Praga el 19 de octubre de 1994 una semana antes de su cumpleaños número 73.